# Stegastes diencaeus
Stegastes diencaeus és una espècie de peix de la família dels pomacèntrids i de l'ordre dels perciformes. Va ser descrit per David Starr Jordan i Cloudsley Rutter el 1897.

## Morfologia
Els adults poden assolir fins a 12,5 cm de longitud total.

## Distribució geogràfica
Es troba al sud de Florida (Estats Units), les Bahames i el Carib (incloent-hi des de les Antilles i Yucatán fins a Veneçuela).